# Conan el Destructor
Conan, el destructor (Conan the Destroyer según su título original en inglés) es una película de 1984 dirigida por un veterano en películas de acción y/o fantasía, Richard Fleischer (Veinte mil leguas de viaje submarino, Los vikingos). Es la secuela de la película Conan, el bárbaro y tanto Arnold Schwarzenegger como Mako retoman sus papeles de Conan y el mago Akiro, junto con nuevas incorporaciones como Grace Jones en el papel de Zula. Tanto la crítica como la respuesta del público fue mucho menor que para la primera película, justificada por algunos críticos debido a que se había reducido la cantidad de sangre, violencia y el ambiente opresivo que empañaba la película original de John Milius, optando por un tono de película de aventuras para todos los públicos.

## Argumento
Conan y su acompañante, Malak, son llevados ante Taramis, la reina de Shadizar, quien solicita a Conan la realización de dos tareas. La primera de ella consiste en obtener una gema especial que solo puede ser tocada por Jehnna, la sobrina de la Reina y la segunda tarea consiste en recuperar el cuerno mágico que tiene la capacidad de despertar al dios Dagoth. 
A cambio se ofrece a resucitar a la amada difunta de Conan, Valeria. Conan acepta y junto con Malak, Jehnna y Bombaata (capitán de la guardia de Shadizar) parten de viaje.
A lo largo del camino, Conan consigue la ayuda de su viejo compañero Akiro y más adelante rescatan a una asaltante en problemas en un pueblo, Zula, quien se les une. El grupo va hacia el castillo de Toth-Amon, el hechicero que está en posesión de la gema mágica, pero Toth-Amon secuestra a Jehnna antes de que consigan llegar al castillo, así que el grupo se apresura y se internan en él, Conan comienza a luchar contra la magia de Toth-Amon y hiere mortalmente al hechicero y posteriormente rescatan a Jehnna, recuperan la gema y escapan del castillo.
Una vez conseguida la gema parten a buscar el cuerno mágico que está guardado en el interior de una misteriosa fortaleza. Dentro de la fortaleza encuentran resistencia debido al culto que reside en su interior, pero Jehnna se hace con el cuerno usando la gema.
En el viaje de vuelta ante la reina, mientras el grupo está luchando por salvar la vida, Bombaata los traiciona, secuestra a Jehnna y se la lleva a Shadizar.
Akiro les cuenta la verdadera naturaleza de Dagoth y se dirigen también hacia Shadizar.
En Shadizar la reina Taramis inserta el cuerno mágico de nuevo en Dagoth, una escultura de mármol que lo representa y preparan a Jehnna para ser sacrificada, como algo necesario para aplacar la ira del dios, mantenerlo controlado y evitar que esta caiga sobre la ciudad. Sin embargo, Conan y su grupo irrumpen en la ceremonia evitando que sacrifiquen a Jehhna, pero provocando que Dagoth se transforme en un monstruo incontrolable que mata a Taramis. A raíz de esto se inicia una batalla a gran escala en la que Conan acaba primero con Bombaata y luego consigue arrancar el cuerno de la cabeza de Dagoth que se arrodilla debilitado temporalmente, lo que aprovecha Conan para darle un golpe mortal.
La película termina con Jehnna siendo proclamada la nueva reina de Shadizar, esta ofrece a sus compañeros de aventuras un puesto en la corte y ofrece a Conan matrimonio, pero este lo rechaza y parte en búsqueda de su reino.

## Reparto
| Actor                 | Papel                    | Descripción | Armas                                         |
| --------------------- | ------------------------ | --- | --------------------------------------------- |
| Arnold Schwarzenegger | Conan                    | Un guerrero que llora la muerte de su amada Valeria de la primera película y al que se le promete la resurrección de esta a cambio de conseguir dos objetos mágicos.                                               | Espada Atlante, hacha de batalla y dagas.     |
| Grace Jones           | Zula                     | Una asaltante que es rescatada por Conan y se une a su grupo. Acabará reemplazando a Bombatta como capitán de la guardia.                                                                                          | Lanza.                                        |
| Wilt Chamberlain      | Bombatta                 | Capitán de la guardia de Shadizar, es enviado por la reina para comprobar la evolución de la misión de Conan y más tarde traicionarle. Muere a manos de Conan cuando este interfiere en la resurrección de Dagoth. | Maza personalizada, hacha, espada y bolas.    |
| Olivia d'Abo          | Jehnna                   | Es una virginal princesa cuyo destino es obtener el cuerno mágico que resucitará al dios Dagoth. Debido a una profecía es la única persona capaz de conseguir el cuerno.                                           | No porta.                                     |
| Mako                  | Akiro                    | Un mago amigo de Conan que narraba tanto la anterior película como este. Acepta ser el hechicero jefe de Shadizar.                                                                                                 | Magia.                                        |
| Tracey Walter         | Malak                    | Un ladrón que acompaña a Conan. Acepta convertirse en el bufón de Shadizar. | Dagas.                                        |
| Pat Roach             | Toth-Amon                | El hechicero propietario de la gema. | Magia.                                        |
| Sarah Douglas         | Reina Taramis            | La malvada reina de Shadizar que planea resucitar a Dagoth, el dios soñador, del cual ella es una seguidora. También es la tía de Jehnna.                                                                          | Dagas.                                        |
| Jeff Corey            | Gran Visir               | Hechicero personal de la reina. | Magia y dagas.                                |
| Sven-Ole Thorsen      | Togra                    | Guardia de la reina que trata de secuestrar a Jehnna antes de morir a manos de Conan. | Espada.                                       |
| André the Giant       | Dagoth, el dios soñador. | Malvado dios que traerá la oscuridad al mundo si es resucitado. | Cuerno, superfuerza y manipulación de la luz. |

## Producción

### Disminución del nivel de violencia
El director de la anterior película de Conan, John Milius, declinó participar en la secuela,[cita requerida] por lo que Dino De Laurentiis sugirió a su hija, Raffaella De Laurentiis, productora de la película, que contratara a Richard Fleischer, quien ya había trabajado con Dino De Laurentiis en películas como Barrabás o Mandingo.[cita requerida]
La primera película de Conan recaudó aproximadamente cuarenta millones de dólares en la taquilla de Estados Unidos en 1982, habiendo sido lanzada al público con clasificación R (restringido), y otros cincuenta millones en el resto del mundo.[cita requerida] Tanto Universal como Dino De Laurentiis creyeron que la película habría tenido más éxito si hubiera tenido menos violencia y por lo tanto hubiera sido accesible a más público, así que redujeron el nivel de violencia de la secuela intentando conseguir una calificación de PG (Guía Paternal Sugerida). Richard Fleischer rodó una película con menos violencia y más humor que la primera, aunque, a pesar de esto, algunas escenas tienen bastante cantidad de sangre.
El traje del monstruo fue realizado por Carlo Rambaldi.

### Reparto
El reparto de la película incluye al jugador de baloncesto de 2.16 m de altura Wilt Chamberlain, el exjugador de lucha libre André the Giant y la andrógina cantante Grace Jones. También aparecían otros actores: Olivia d'Abo (primera aparición de la actriz en pantalla grande, a la edad de quince años), Tracey Walter y Arnold Schwarzenegger.
El papel de Tracey Walter, Malak, iba a ser interpretado en un principio por David Lander, pero un estado avanzado de esclerosis múltiple le hizo ser despedido del rodaje al no habérsele diagnosticado aún y ser confundida la enfermedad con problemas alcohólicos y sus tomas se volvieron a rodar.
André the Giant interpreta al dios Dagoth aunque no aparece acreditado.
El montaje inicial recibió una calificación de R, pero se volvió a montar hasta obtener calificación de PG.

### Fotografía
Fue la cuarta película en la que colaboraban juntos Richard Fleischer y el director de fotografía británico Jack Cardiff. Habían participado juntos en Los vikingos (1958), El príncipe y el mendigo (1978), and Amityville 3-D: El pozo del infierno (1983). Después de Conan el Destructor volverían a trabajar juntos en Pasta Gansa (1987) y la que sería la última película de Richard Fleischer, el cortometraje Call From Space (1989).

### Localizaciones
Fue rodada en distintos lugares de México como Real del monte, Mineral del Chico, Huasca de Ocampo, Pachuca de soto y Zacualtipán en el estado de Hidalgo, Nevado de Toluca y los Médanos de Samalayuca, además también se rodó en los estudios cinematográficos de Churubusco.

### Versiones alternativas
Durante el rodaje de la película se tiró al suelo a un camello y se le ataron sus patas traseras con cables para evitar que pudiera levantarse. Tanto esta como una secuencia al principio de la película en la que dos caballos caen al suelo se cortaron de la versión para Reino Unido.

### Crítica y taquilla
Recaudó treinta y un millones de dólares en Estados Unidos, lo que representaba un menor taquillaje que su predecesora aunque recaudó más que está en el resto del mundo, consiguiendo otros sesenta y nueve millones.[cita requerida] La película recaudó lo suficiente para que tanto Schwarzenegger, como Fleischer, y De Laurentiis volvieran a rodar juntos un año después El guerrero rojo que recibió críticas mucho peores y recaudó mucho menos.
Los escritores Roy Thomas y Gerry Conway, que habían escrito el argumento de la historia quedaron muy descontentos con el guion de Stanley Mann y con el resultado final de la película así que convirtieron su argumento en una novela gráfica publicada en 1990 llamada Conan: The Horn Of Azoth dibujada por Mike Docherty. Los nombres de los personajes de la novela fueron sustituidos por otros para no tener relación con la película, así pues, Dagoth pasó a llamarse Azoth, Jehnna fue Natari, Zula se convirtió en Shumballa, Bombaata en Strabo, Toth-Amon en Rammon, y el personaje de la reina Taramis se convirtió en el hechicero Karanthes, padre de Natari.
Robert Jordan escribió la adaptación de la película en 1984.

### Música
La banda sonora al igual que la de la primera parte estuvo compuesta por Basil Poledouris, pero a diferencia de la primera no recibió buenas críticas.

### Conan, el conquistador
La tercera parte de la trilogía de Conan estaba planeada para 1987 bajo el título de Conan, el conquistador (Conan the Conqueror, título alternativo con el que desde los años 1950 había sido publicada la novela de Conan La hora del dragón). Sin embargo Arnold Schwarzenegger se había comprometido a rodar Depredador y el contrato que tenía firmado con De Laurentiis había expirado tras la realización de El guerrero rojo y Raw Deal y no estaba dispuesto a negociar uno nuevo.
La tercera película fue cancelada, aunque más tarde acabaría siendo transformada en Kull el Conquistador.

## Premios

### IFMCA Award International Film Music Critics Award
| Año  | Categoría                                       | Nominados | Resultado |
| ---- | ----------------------------------------------- | --- | --------- |
| 2011 | BEST ARCHIVAL RE-RECORDING OF AN EXISTING SCORE | Conan the Destroyer, music by Basil Poledouris; conducted by Nic Raine; album produced by James Fitzpatrick; liner notes by Frank K. DeWald; album art direction by Ginko Digi(Prometheus) | Nominada  |